# Александровка (Близнюковский район)
Алекса́ндровка (укр. Олекса́ндрівка) — село в Бурбулатовском сельском совете Близнюковского района Харьковской области Украины.
Код КОАТУУ — 6320681507. Население по переписи 2001 года составляет 545 (256/289 м/ж) человек.

## Географическое положение
Село Александровка находится в балке Опалиха по которой протекает пересыхающая река Опалиха, на которой созданы запруды, одна из которых образует водохранилище ~50 га. В селе расположены 2 небольших ставка. Небольшой сосновый лес.

## История
- 1820 — дата основания.

## Экономика
- Небольшой песчаный карьер.

## Транспорт
Расстояние до железной дороги 6 км (станция Дубово).

## Объекты социальной сферы
- Общеобразовательная школа I—II ступеней. В 2012 году школа закрыта.
- Александровский сельский Дом культуры.
- Александровская амбулатория.
- Почтовый узел связи № 10. индекс 64822.

## Достопримечательности
- Братская могила советских воинов. Похоронено 72 воина.